# Dolné Dubové
Dolné Dubové es un municipio del distrito de Trnava, en la región de Trnava, Eslovaquia, con una población estimada, a fines del año 2023, de 775 habitantes. 
Se encuentra ubicado en el centro de la región, cerca del río Váh (cuenca hidrográfica del Danubio) y de la frontera con la región de Bratislava.

## Demografía
| Año        | 1994 | 2004   | 2014     | 2024     |
| ---------- | ---- | ------ | -------- | -------- |
| Población  | 640  | 592    | 670      | 765      |
| Diferencia |      | −7,5 % | +13,17 % | +14,17 % |

| Año        | 2023 | 2024    |
| ---------- | ---- | ------- |
| Población  | 775  | 765     |
| Diferencia |      | −1,29 % |